# Cosmarium taxichondrum
Cosmarium taxichondrum là một loài Song tinh tảo trong họ Desmidiaceae, thuộc chi Cosmarium.